# 寄居警察署
寄居警察署（よりいけいさつしょ）は、埼玉県大里郡寄居町にある、埼玉県警察が管轄する警察署の一つ。署長は警視。

## 所在地
- 埼玉県大里郡寄居町大字桜沢923番地

## 管轄区域
- 大里郡寄居町
- 深谷市のうち
  - 旧大里郡花園町・川本町

## 交番

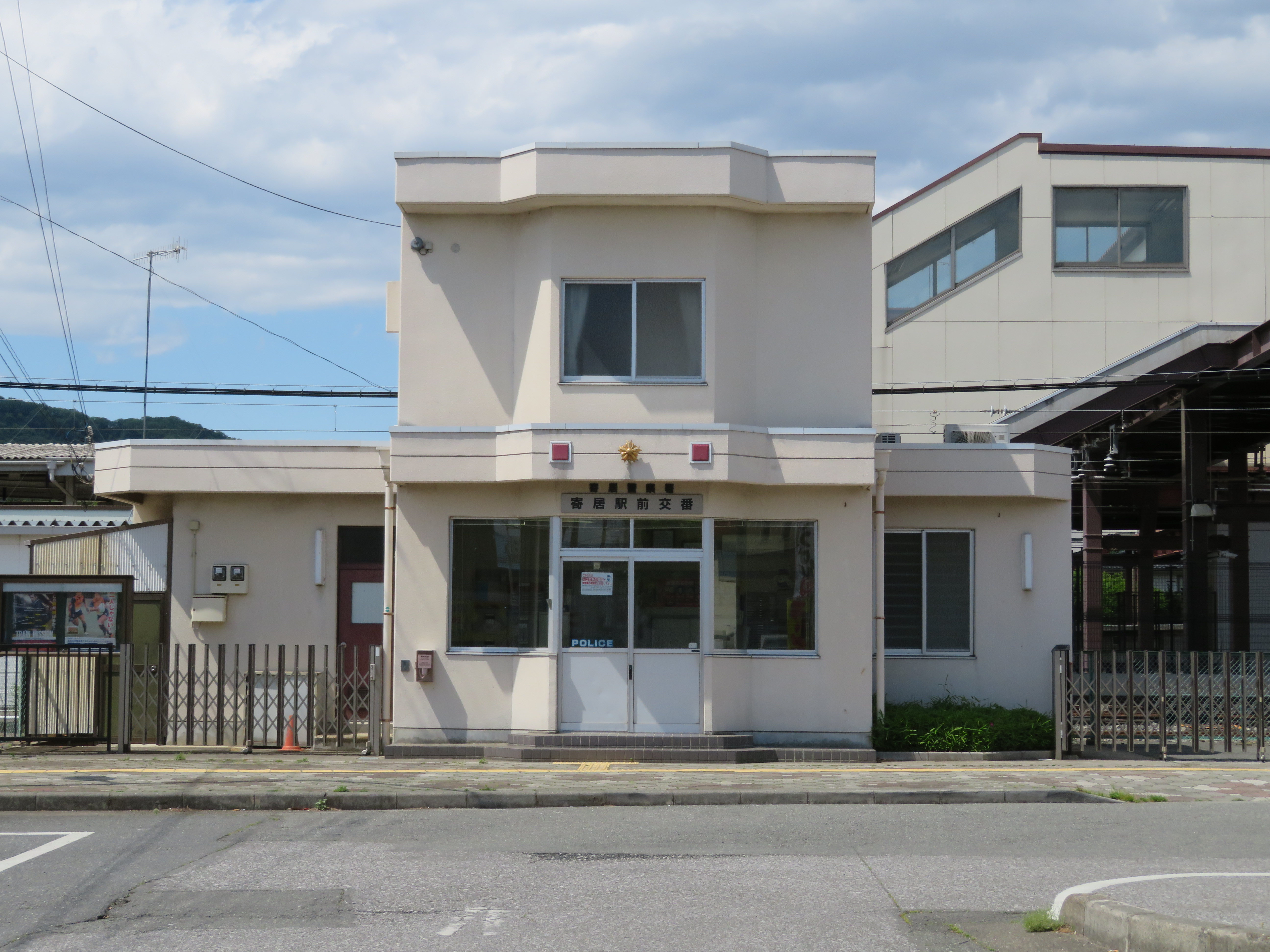
寄居駅前交番

寄居町
- 寄居駅前交番 （大字寄居1133番地）

## 駐在所
寄居町
- 折原駐在所 （大字立原367番地の1）
- 富田駐在所 （大字富田152番地の28）
- 用土駐在所 （大字用土1411番地の5）

深谷市（旧花園町・旧川本町）
- 小前田駐在所 （小前田1183番地の1）
- 黒田駐在所 （黒田831番地）
- 武川駐在所 （田中46番地の2）
- 本畠駐在所 （本田145番地）